# (38171) 1999 JM103
1999 JM103 (asteroide 38171) é um asteroide da cintura principal. Possui uma excentricidade de 0.01480580 e uma inclinação de 5.61498º.
Este asteroide foi descoberto no dia 13 de maio de 1999 por LINEAR em Socorro.